# Wolfgang Puck
Wolfgang Johannes Puck (Sankt Veit an der Glan, Austria, 8 de julio de 1949) es un chef, dueño de restaurantes y empresario de origen austríaco y nacionalidad estadounidense.

## Biografía
Puck nació en Sankt Veit an der Glan, una ciudad de Carintia, Austria. Su nombre de pila fue Wolfgang Johannes Topfschnig, aunque al poco tiempo tomó el apellido de su padre adoptivo, Josef Puck.
Se interesó por la culinaria por influencia de su madre, quien trabajaba como cocinera en una estación turística. A los 14 años se marchó de casa para trabajar en cocinas de hoteles, en las que aprendió las bases, y después emigró a Francia para recalar como aprendiz en los siguientes restaurantes: L'Oustau de Baumanière, a las órdenes del chef Raymond Thuilier; el Hotel de Paris en Mónaco, y el Maxim's en París.
Puck emigró a los Estados Unidos en 1973, cuando tenía 24 años, y después de una breve residencia en Indianápolis se estableció definitivamente en Los Ángeles. En 1975, el empresario Patrick Terrail, propietario del restaurante de lujo Ma Maison en Beverly Hills, dio con él a través de amigos comunes y le contrató como chef ejecutivo. Gracias a un menú inspirado en la cocina francesa, el restaurante se convirtió en uno de los más populares entre los artistas de Hollywood, algo que el cocinero aprovecharía para publicar su primer libro de cocina. Puck trabajó en Ma Maison hasta 1981.
En 1982, Puck y su esposa Barbara Lazaroff abrieron el restaurante Spago en Sunset Strip, que rápidamente repitió el éxito de Ma Maison. Con una carta basada en la gastronomía californiana, el chef incluyó novedades como pizzas con ingredientes gourmet, elaboradas por Ed LaDou. A raíz de su éxito en Spago, Puck se convirtió en uno de los primeros chef célebres de Estados Unidos. Además de abrir restaurantes en otras ciudades del país, prestó su imagen para nuevos recetarios, platos precocinados, cursos de cocina y servicios de cáterin, incluyendo las fiestas de los premios Óscar.
El negocio de Puck está dividido en tres filiales: Wolfgang Puck Fine Dining Group, que agrupa todos los restaurantes de lujo; Wolfgang Puck Catering, servicio de cátering, y Wolfgang Puck Worldwide, con el resto de establecimientos. Los restaurantes más afamados del chef son Spago (Beverly Hills, dos estrellas Michelin), Chinois on Main (Santa Mónica), Postrio (Las Vegas y San Francisco) y CUT Beverly Hills (una estrella Michelin). Por otro lado, la fundación Wolfgang Puck Foundation se dedica a recaudar fondos para el programa social Meals on Wheels.
En lo que respecta a la televisión, debutó como presentador en Cooking Class with Wolfgang Puck de Food Network. Ha sido jurado en Iron Chef America, Top Chef, Hell's Kitchen y MasterChef, y se ha interpretado a sí mismo en las series Frasier y Las Vegas.
Está casado con la diseñadora Gelila Assefa desde 2007, con la que ha tenido dos hijos. Sus esposas anteriores fueron Marie France Trouillot (1975-1980) y Barbara Lazaroff (1983-2003).